# The Kite Runner (filme)
The Kite Runner (em  dari: کاغذ‌پران باز; em persa: بادبادک باز; no Brasil: O Caçador de Pipas; em Portugal; O Menino de Cabul) é um filme de 2007 dirigido por Marc Forster e baseado no romance homônimo de Khaled Hosseini. Embora a maioria das cenas tenham sido filmadas no Afeganistão, algumas partes foram realizadas em Kashgar, China devido aos perigos de se filmar em território afegão.

## Elenco
- Khalid Abdalla como Amir Qadiri
- Zekeria Ebrahimi como Amir (jovem)
- Ahmad Khan Mahmidzada como Hassan (jovem)
- Homayoun Ershadi como Agha Sahib (Baba)
- Atossa Leoni como Soraya
- Shaun Toub como Rahim Khan
- Saïd Taghmaoui como Farid
- Abdul Salaam Yusoufzai como Assef
- Elham Ehsas como Assef (jovem)
- Ali Danish Bakhtyari como Sohrab
- Maimoona Ghezal como Jamila Taheri
- Qadir Farookh como General Taheri

## Recepção
O Metacritic, que usa uma média ponderada, atribuiu ao filme uma pontuação de 61 em 100, baseado em 34 críticos, indicando críticas "geralmente favoráveis".